# Dallas, ciutat fronterera
Dallas, ciutat fronterera (títol original: Dallas) és una pel·lícula western estatunidenca en technicolor de 1950 dirigida per Stuart Heisler i protagonitzada per Gary Cooper, Ruth Roman, Barbara Payton i Raymond Massey. La pel·lícula està ambientada a Dallas durant l'era de la reconstrucció dels Estats Units. Està doblada al català.

## Argument
Blayde "Reb" Hollister és un antic confederat que busca venjar-se d'un grup de carpetbaggers que van assassinar la seva família i van destruir la seva casa a Geòrgia. Amb l'ajuda del seu amic Wild Bill Hickok, fingeix la seva mort, i acompanya i intercanvia identitats amb el Marshal Martin Weatherby. Martin és un noi sense experiència de l' est dels Estats Units, que utilitza la posició de Marshal per impressionar la seva promesa, Tònia. La seva família mexicana està sent terroritzada per la mateixa banda que va assassinar la família de Reb i va terroritzar Geòrgia. Hollister, fent-se passar per Martin, protegeix els dos homes i els deixa apropar-se als carpetbaggers.

## Repartiment
- Gary Cooper com Blayde Hollister
- Ruth Roman com Tonia Robles
- Steve Cochran com Bryant Marlow
- Raymond Massey com Will Marlow
- Barbara Payton com Flo
- Leif Erickson com Martin Weatherby
- Antonio Moreno com Don Felipe Robles
- Jerome Cowan com Matt Coulter
- Reed Hadley com Wild Bill Hickok
- Al Ferguson com ciutadà (sense acreditar)
- Philo McCullough com vilatà (sense acreditar)
- Jack Mower com ciutadà (sense acreditar)

## Recepció
Segons els comptes de Warner Bros, la pel·lícula va guanyar 2.765.000 dòlars nacionals i 1.725.000 dòlars estrangers. La pel·lícula va rebre crítiques positives de la crítica.